# Podochilus lamii
Podochilus lamii är en orkidéart som beskrevs av Johannes Jacobus Smith. Podochilus lamii ingår i släktet Podochilus och familjen orkidéer.
Artens utbredningsområde är Moluckerna. Inga underarter finns listade i Catalogue of Life.